# Пинеда, Даниэль (лучник)
Даниэль Фелипе Пинеда (исп. Daniel Felipe Pineda; род. 5 ноября 1993, Колумбия) — колумбийский  лучник, специализирующийся в стрельбе из олимпийского лука. Призёр Панамериканских игр и участник Олимпийских игр.

## Биография
Даниэль Фелипе Пинеда родился 5 ноября 1993 года в Колумбии. Начал заниматься спортом в 2007 году. Ранее играл в футбол, но из-за травмы начал заниматься стрельбой из лука, восприняв эту возможность как свой шанс.
Есть жена Андреа и дочь Макарена.

## Карьера
В 2011 году выступил на чемпионате мира в Турине. Пинеда стал лишь 105-м в индивидуальном первенстве, 34-м в мужской команде и 29-м в миксте. На Панамериканских играх 2011 года в Гвадалахаре завоевал бронзу в индивидуальном первенстве.
Выступил на Олимпийских играх 2012 года в Лондоне, но выбыл на стадии 1/32 финала.
На чемпионате мира 2013 года в Анталии он улучшил свои результаты, добравшись до 1/32 финала. В команде занял 25-е место. Однако в  2015 году на чемпионате мира в Копенгагене Пинеда вновь опустился во вторую сотню, став лишь 112-м, а в команде вновь стал 25-м.
В 2017 году выступил на этапах Кубка мира. В миксте стал восьмым в Солт-Лейк-Сити и Шанхае, а также семнадцатым в Анталии. Также на американском этапе он дошёл до 1/16 в индивидуальном первенстве, а в Турции - до 1/8 финала. На чемпионате мира в Мехико с командой занял 22-е место, а в индивидуальном первенстве проиграл в первом раунде.
В 2018 году дошёл до 1/16 финала индивидуального первенства на Панамериканском чемпионате в Медельине. В том же году на той же стадии выбыл на этапе Кубка мира в Солт-Лейк-Сити. На том же этапе показал лучший результат в миксте, выйдя в четвертьфинал.
В 2019 году участвовал на домашнем этапе Кубка мира в Медельине, став девятым в миксте. В том же году на Панамериканских играх в Перу завоевал серебряную медаль в мужской команде, а в личном турнире дошёл до 1/16 финала. На чемпионате мира в Хертогенбосе занял 29-е места в миксте и команде и 57-е в личном первенстве.
В 2021 году на этапе Кубка мира в Гватемале дошёл до 1/8 финала. На следующих двух этапах Пинеда доходил до 1/8 финала в миксте (в Лозанне и Париже). На Олимпийских играх в Токио колумбийцы заняли 26-е место и не попали в финальную сетку. Таким образом, Пинеда участвовал только в индивидуальном первенстве. Однако уже в первом матче плей-офф против китайского лучника Вэй Шаосюаня проиграл со счётом 0:6.